# ハウラ音
ハウラ音（ハウラおん、howler tone）またはオフフック音（off-hook tone）とは、通信中でないにもかかわらず、長時間電話機から受話器が外れた状態になっている（オフフックになっている）場合に電話交換機から送られる可聴音である。この音を流すことにより、オフフックのままになっていることを加入者に警告し、受話器を電話機に戻す（オンフックにする）よう促す。ハウラ（ハウラー、howler）とは「遠吠え」の意味である。

## 北アメリカ
北米電話番号計画の交換機におけるハウラ音は、100ミリ秒のオンと100ミリ秒のオフの繰り返しで、トーンは周波数1400ヘルツ、2060ヘルツ、2450ヘルツ、2600ヘルツの正弦波の重ね合わせで構成される。
オンフックのまま一定の時間経過すると、"If you'd like to make a call, please hang up and try again. If you need help, hang up, and then dial your operator."（電話をかけたい場合は、一度電話を切ってからかけ直してください。ヘルプが必要な場合は、電話を切ってからオペレーターにダイヤルしてください。）という音声メッセージが流れた後にハウラ音が流れる。
アメリカのいくつかの電話交換機、特に古いGTD-5 EAXシステムでは、ハウラ音として「ハイトーン」と呼ばれる480ヘルツの単一周波数のトーンを使用している。いずれの場合も、ハウラ音は銅製の電話回線を介して伝送される他の信号よりもかなり大きく、電話機のある隣の部屋からでも聞こえるほどの大きさである。

## イギリス
イギリスでは、BTグループの交換機と多くの構内交換機では、警報サイレンのように鳴り響く信号が使用され、ここから「ハウラ」（遠吠え）と呼ばれるようになった。
場合によっては、"*"と"#"を表すDTMF音が交互に再生されることもある。
ヴァージン・メディアが提供する電話回線では、音声ガイダンスを含む北米式のトーンを使用することが多い。

## 日本
日本の電話におけるハウラ音は、北アメリカのものに似た2種類が規定されている。1つは400ヘルツの単音で、3〜15秒かけて音量を少しずつ大きくすることが規定されている。もう1つは、以下の繰り返しと規定されている。
- 音声ガイダンス（「受話器が外れています」など）を2秒
- 以下を4回繰り返し（合計4秒）
  - 1.6キロヘルツを0.5秒
  - 1キロヘルツを0.125秒
  - 2キロヘルツを0.125秒
  - 1キロヘルツを0.125秒
  - 2キロヘルツを0.125秒